# Reinhold Senn
Reinhold Senn (Imst, 6 de diciembre de 1936-Zams, 1 de junio de 2023) fue un deportista austríaco que compitió en luge en las modalidades individual y doble.
Participó en los Juegos Olímpicos de Innsbruck 1964, obteniendo una medalla de plata en la prueba doble. Ganó dos medallas de bronce en el Campeonato Mundial de Luge de 1961 y una medalla de plata en el Campeonato Europeo de Luge de 1967.

## Palmarés internacional
| Juegos Olímpicos   | Juegos Olímpicos    | Juegos Olímpicos  | Juegos Olímpicos |
| Año                | Lugar               | Medalla           | Prueba           |
| ------------------ | ------------------- | ----------------- | ---------------- |
| 1964               | Innsbruck (Austria) | Medalla de plata  | Doble            |
| Campeonato Mundial |                     |                   |                  |
| Año                | Lugar               | Medalla           | Prueba           |
| 1961               | Girenbad (Suiza)    | Medalla de bronce | Individual       |
| 1961               | Girenbad (Suiza)    | Medalla de bronce | Doble            |
| Campeonato Europeo |                     |                   |                  |
| Año                | Lugar               | Medalla           | Prueba           |
| 1967               | Königssee (RFA)     | Medalla de plata  | Doble            |